# 超時空要塞マクロス (ファミリーコンピュータ)
- マクロスシリーズ > 超時空要塞マクロス > 超時空要塞マクロス 愛・おぼえていますか > 超時空要塞マクロス (ファミリーコンピュータ)
  - マクロスシリーズ (ゲーム) > 超時空要塞マクロス (ファミリーコンピュータ)

『超時空要塞マクロス』（ちょうじくうようさいマクロス）は、1985年12月に販売されたファミリーコンピュータ用ゲームソフト。テレビアニメ『超時空要塞マクロス』の劇場版『超時空要塞マクロス 愛・おぼえていますか』を題材とした横スクロールシューティングゲームである。
開発はナムコ（現：バンダイナムコエンターテインメント）で、販売はバンダイ。

## 概説
プレイヤーは三段変形を特徴とする主役メカ、可変戦闘機のVF-1S バルキリーを操り、宇宙空間での戦闘を経てブリタイ艦に侵入し中枢部を破壊することが目的。中枢部を破壊するとラウンドクリアとなり次のラウンドへと進む。ラウンドの構成はラウンドが進んでも大きな変化はないが、ラウンドが進むにつれ難易度が上昇していき、新たに登場する敵キャラクターが存在したりする。
ブリタイ艦に侵入すると画面右上にタイマーが表示される。タイマーがゼロになる前に中枢部を破壊するとボーナス得点がスコアに加算されるが、ゼロになってもボーナス得点が得られなくなるのみでミス扱いにはならない。
本作のプレイヤー機であるVF-1Sは、ラベルの描写やゲーム画面での配色から劇場版のVF-1S一条輝機に近い。
ゲーム中のメインBGMにはリン・ミンメイの楽曲である「小白竜（シャオパイロン）」が用いられている。

## VF-1Sバルキリー
プレイヤー機であるVF-1Sバルキリーは「ファイター」「ガウォーク」「バトロイド」の3つの形態に変形することが可能で、それぞれの形態で性能が異なる。ゲーム開始時（ミス後の再開時も含む）はファイター形態となっている。
Bボタンでメインショット、Aボタン＋十字ボタンで形態の変更（変形）、セレクトボタンで反応弾を使用する。メインショットはいずれの形態でも自機正面方向に一直線上に進む。
バルキリーにはパワーゲージがあり、敵の攻撃や体当たりを受けたり時間経過により減少していく。特に敵の体当たりを受けるとパワーゲージが大きく減じる。パワーゲージが空になるとバルキリーは破壊され残機を1つ失う。すべての残機がなくなるとゲームオーバー。
| VF-1S バルキリー | VF-1S バルキリー | VF-1S バルキリー | VF-1S バルキリー | VF-1S バルキリー | VF-1S バルキリー |
| 形態             | スクロール速度   | 移動速度         | メインショット   | 反応弾発射方向   | 変形操作         |
| ---------------- | ---------------- | ---------------- | ---------------- | ---------------- | ---------------- |
| ファイター       | 速い             | 遅い             | 単発機関砲       | 正面方向         | Aボタン＋右      |
| ガウォーク       | 中間             | 中間             | 連射ガンポット   | 正面方向         | Aボタン＋上      |
| バトロイド       | 遅い             | 速い             | 連射ガンポット   | 上方向           | Aボタン＋左      |

### 形態
形態の変更はAボタンを押しながら十字ボタンの特定の方向を押下することによって行う。

#### ファイター
ゲーム開始時にとる戦闘機の形態。スクロール速度は速いが移動速度が遅い。メインショットは連射が効かない単発式で、必ず進行方向（右）に向かって発射する。

#### ガウォーク
戦闘機に手足が生えたような形態。スクロール速度、移動速度ともにファイターとバトロイドの中間的な性能。メインショットはBボタン押しっぱなしで連射が可能。メインショットは必ず進行方向（右）に向かって発射する。

#### バトロイド
人型ロボットの形態。スクロール速度は遅いが移動速度は速い。ガウォークと同様にメインショットはBボタン押しっぱなしで連射可能。バトロイド時のみ十字キーの左右いずれかの入力で入力した方向に機体を向けることができ、左方向に向けた場合は後方への射撃が可能。また、バトロイドでは反応弾の発射方向が機体上部方向になる。

### 反応弾
セレクトボタンで発射できる使用回数制限のある特殊武器。1回の使用で6発を撃ち出す。反応弾はある程度敵機を追尾し、耐久力のある敵機であっても一撃で破壊できる性能を持つ（ただし、スペシャルターゲットは一撃では破壊できない）。
残数がない状態では使用はできないが、スペシャルターゲット「M」の取得、ラウンドクリア、ミス後の再開時に残数が補充される。

## スペシャルターゲット
スペシャルターゲット（本作におけるアイテムの呼称）は全部で4種類が存在する。いずれも自機を重ねると取得できる。
なお、各スペシャルターゲットは自機のショットを当てることができ、ショットを撃ち続けると破壊することができる。破壊した場合は3,000点のスコアを獲得できる。
下記は各スペシャルターゲットを取得した際の効果。
- B - ボーナス得点（5,000点）が加算される。
- P - 自機のパワーゲージが一定量回復する。
- M - 反応弾の残り使用回数が6回分追加される。
- E - 残機数が1つ追加される。